# Nano (software)
Nano (vormgegeven als nano) is een teksteditor voor Unix-achtige systemen, ontwikkeld door GNU. Het emuleert de Pico-teksteditor, onderdeel van de e-mailclient Pine en biedt daarnaast uitgebreidere functionaliteit. In tegenstelling tot Pico wordt nano uitgegeven onder de GNU General Public License.
De eerste versie werd uitgebracht als vrije software door Chris Allegretta in 1999. In 2001 werd nano onderdeel van GNU.

## Functies
Net zoals Pico is ook nano toetsenbordgeoriënteerd via Control-toetsencombinaties. Zo kan een bestand bewaard worden via Ctrl+O, terwijl Ctrl+W het zoekmenu oproept.
De snelkoppelingenbalk onderaan in nano beslaat twee lijnen en geeft een lijst met de meeste commando's die op dat moment gebruikt kunnen worden. De volledige lijst van commando's kan opgeroepen worden via het helpscherm (Ctrl+G).